# Polana insulana
Polana insulana är en insektsart som beskrevs av Freytag och Paul S. Cwikla 1982. Polana insulana ingår i släktet Polana och familjen dvärgstritar. Inga underarter finns listade i Catalogue of Life.